# AOC International
AOC International (AOC, бывшая Admiral Overseas Corporation) — транснациональная компания по производству электроники со штаб-квартирой в Тайбэе, и дочерняя компания TPV Technology.

## История
Admiral Overseas Corporation (AOC) была основана в Чикаго, штат Иллинойс, Россом Сирагузой (англ. Ross Siragusa) — как азиатское подразделение Admiral Corporation, а затем основана на Тайване в 1967 году как производитель цветных телевизоров на экспорт.
В 1978 году Admiral Overseas Corporation была переименована в AOC International. Прямой маркетинг под торговой маркой AOC начался в 1979 году. С 1988 по 1997 год AOC открыла свои офисы продаж в США, Китае, Европе и Бразилии. AOC был запущен в Индии и Мексике в 2005 и 2006 годах соответственно.
В 2020-х годах продукция AOC, включая ЭЛТ- и ЖК-мониторы, ЖК-телевизоры, моноблоки и планшеты Android, доступна более чем в 30 странах мира.